# 天囷增十二
金牛座12，又名BD+02 581，HD 22796、SAO 111334、HR 1115，是金牛座的一颗恒星，视星等为5.57，位于銀經183.01，銀緯-39.42，其B1900.0坐标为赤經3h 34m 38.5s，赤緯+2° -39.42′ 54″。